# Зеркальное (Приморский край)
Зерка́льное — село в Кавалеровском районе Приморского края.

## География
Расположено на берегу реки Зеркальная, в одном километре от бухты Зеркальная Японского моря.
Стоит на автодороге, отходящей от трассы «Находка — Кавалерово», до трассы около 35 км.
Климат
Село Зеркальное, как и Кавалеровский район, приравнено к районам Крайнего Севера.
Лето в Зеркальном тёплое. Зима умеренно тёплая. Большое влияние на погоду оказывает холодное Приморское течение, которое ослабевает на границе Тернейского и Дальнегорского районов, близ посёлка Пластун. Самый тёплый месяц — июль (+19 °С, это на 4 градуса холоднее, чем в Рудной Пристани), самый холодный — январь (−10 °С).

## История
Село основано в 1910 году. До 1972 года село, река и бухта носили китайское название Тадуши, переименованы после вооружённого конфликта за остров Даманский.

## Население
| 2002 | 2008 | 2010 |
| ---- | ---- | ---- |
| 629  | ↘576 | ↘487 |

## Экономика
- Основа экономики — сельское хозяйство.

## Улицы
| - пер. Клубный, - ул. Лазо, - ул. Лесная, - ул. Луговая, - ул. Мира, | - ул. Молодёжная, - ул. Подгорная, - ул. Речная, - ул. Северный берег озера Зеркальное, - ул. Советская, | - ул. Солнечная, - ул. Таёжная, - ул. Школьная, - ул. Шоферская. |

## Достопримечательности
- Село расположено в долине реки между отрогов хребта Сихотэ-Алинь. С сопок, окружающих село, открывается чудесный вид.
- Река Зеркальная — горная река, идёт на нерест кета, горбуша и сима, обитает карликовая жилая форма симы — «пеструшка».
- Бухта Зеркальная — место летнего отдыха дальневосточников.
- Зеркальное — крупнейшее пресноводное озеро в горном Кавалеровском районе, особо охраняемая территория Приморского края. Имеется база отдыха «Зеркальная» Хрустальненского горно-обогатительного комбината.

## Галерея

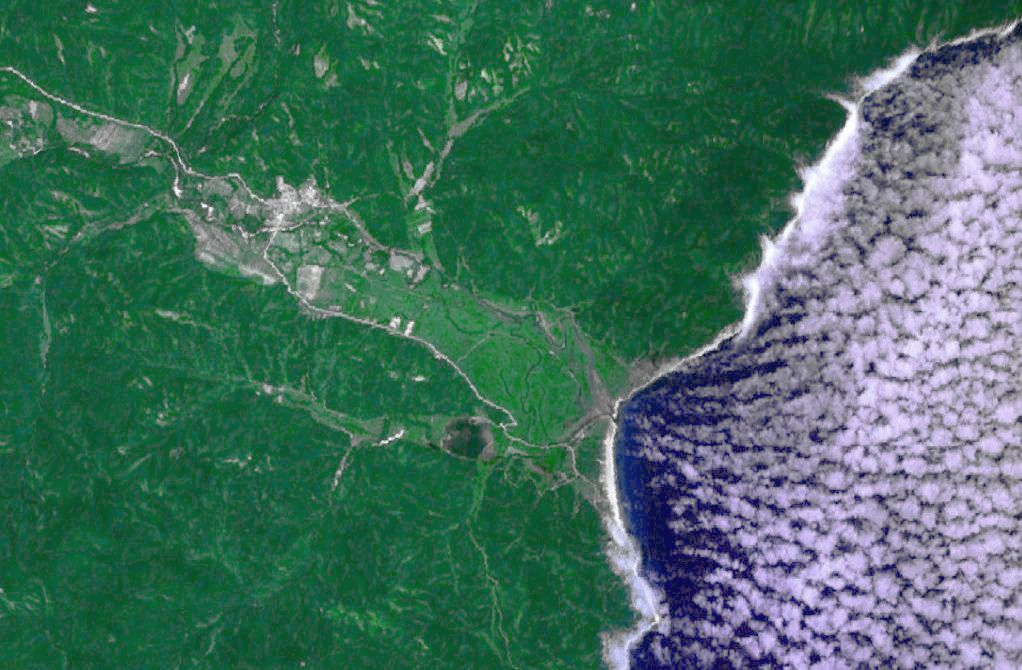
Спутниковая фотография: бухта и река Зеркальная, село и озеро Зеркальное
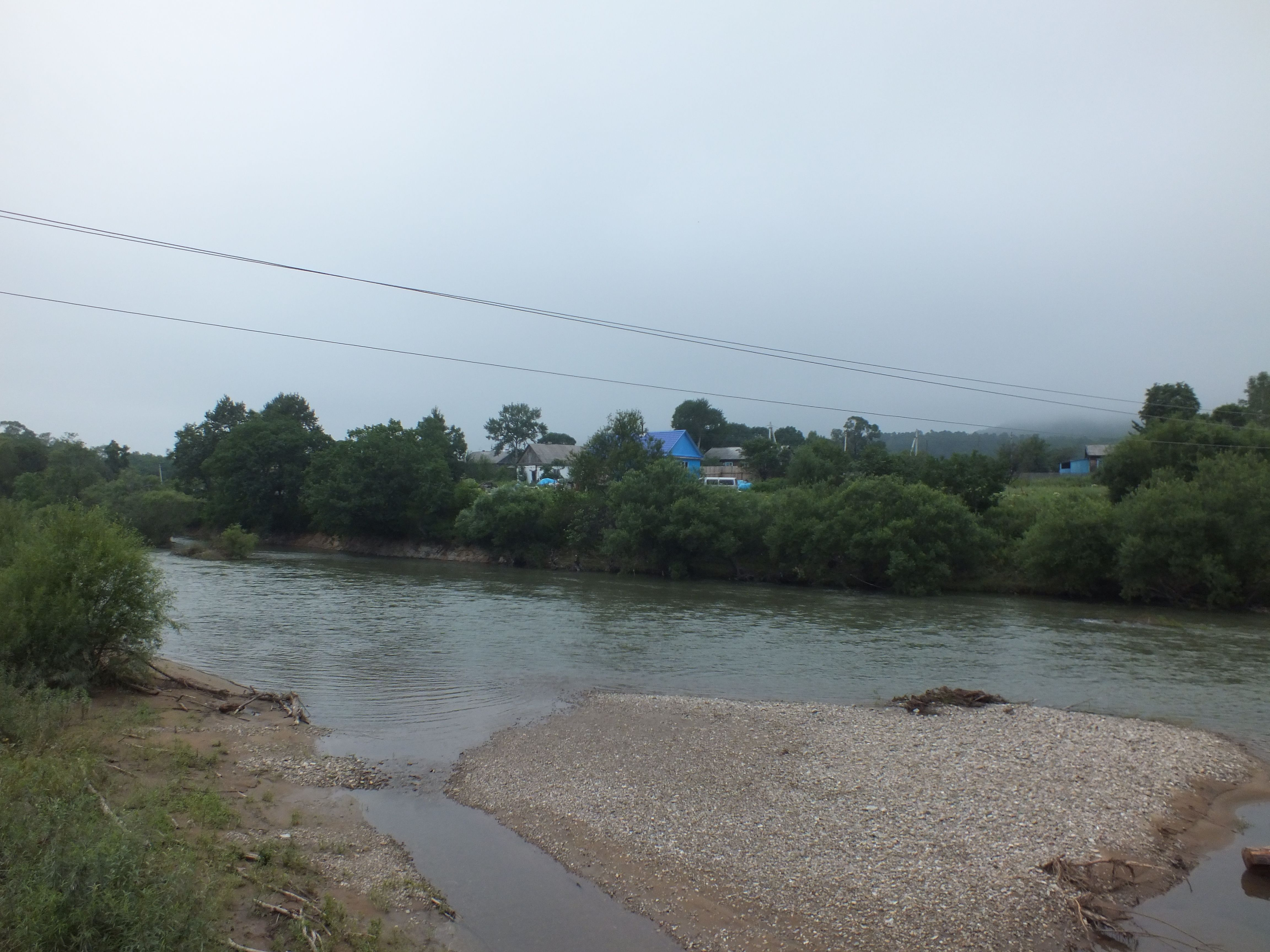
Река Зеркальная
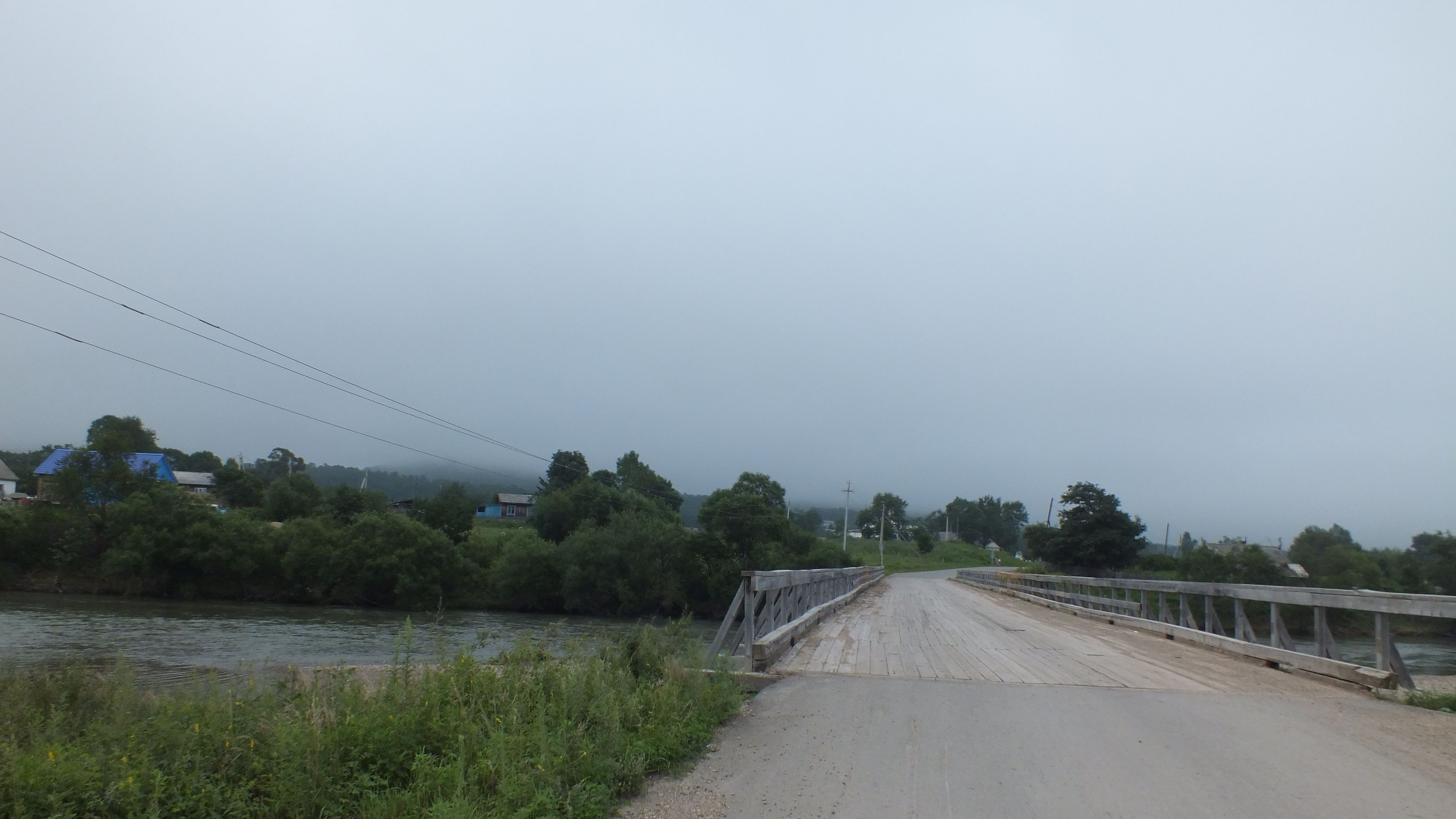
На левом берегу реки — село Зеркальное
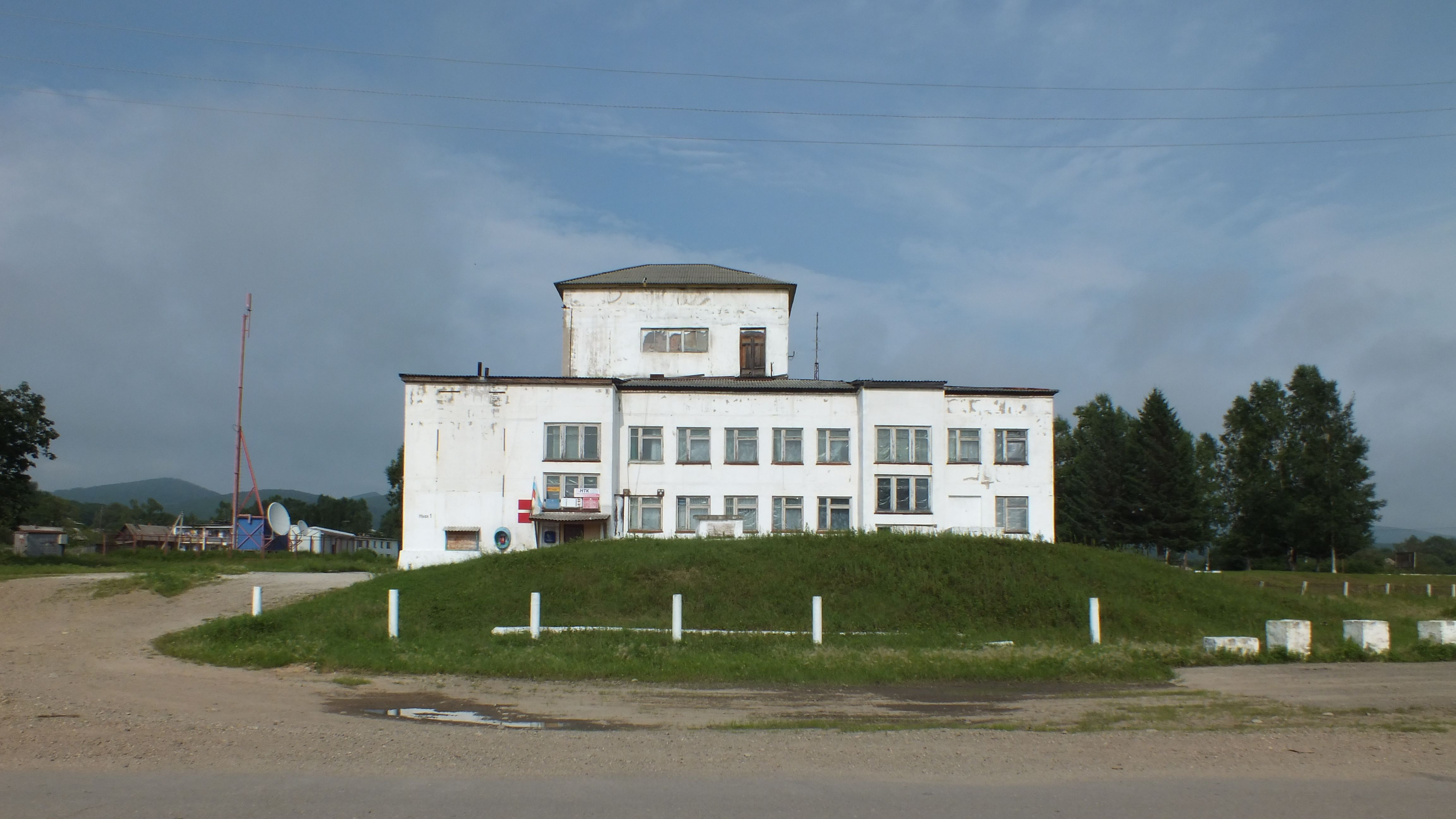
Здание администрации сельского поселения
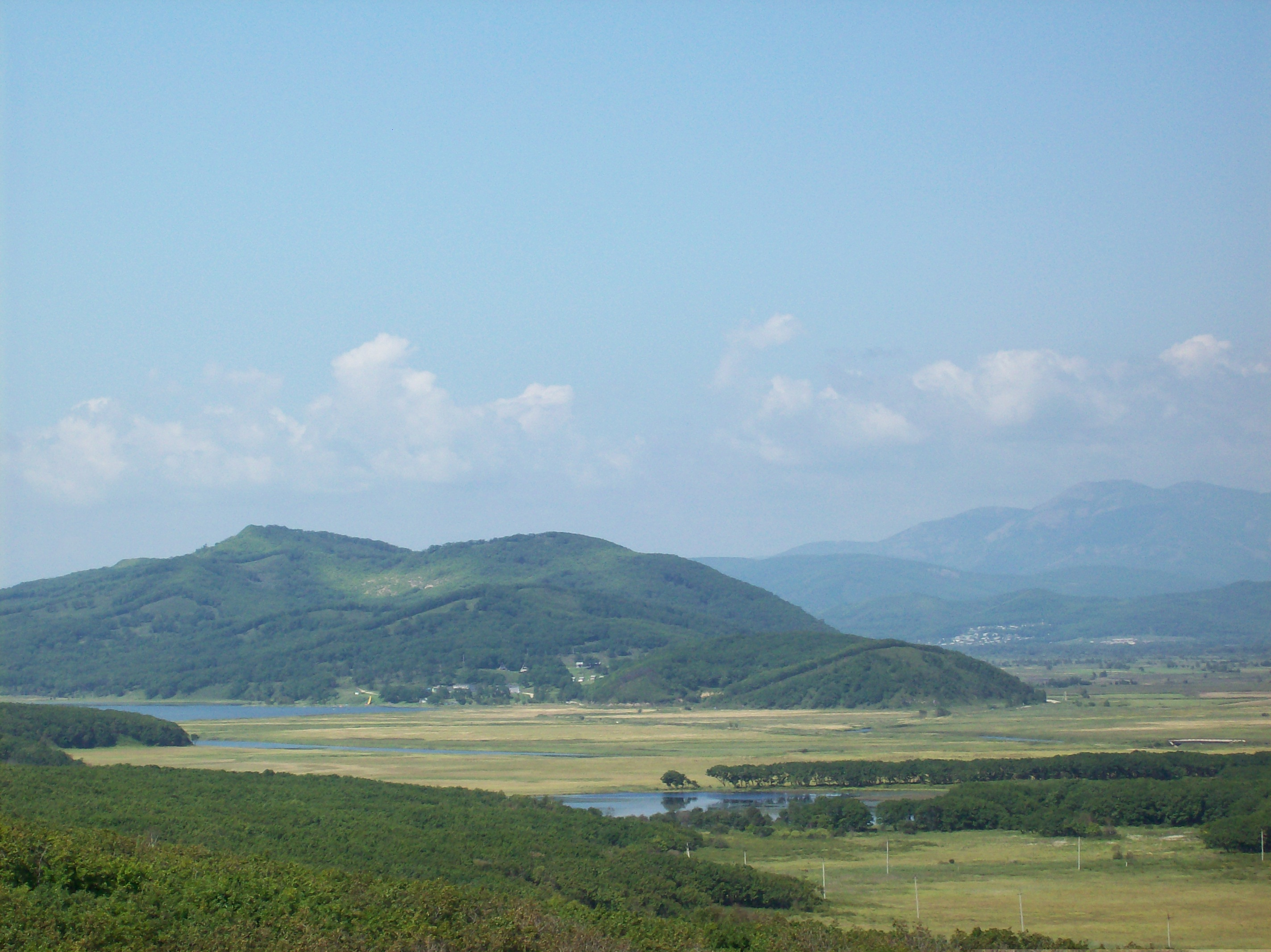
Долина реки Зеркальная, озеро Зеркальное, в отдалении — село Зеркальное